# Altrussisches Volk
Das altrussische Volk (russisch Древнерусская народность, ukrainisch Давньоруська народність) wird einer Konzeption zufolge als eine einheitliche Ethnie angesehen, die sich aus ostslawischen Stämmen in der Kiewer Rus herausbildete. Die Grundlagen für diese Theorie wurden von Sergei Tokarew gelegt und von Boris Rybakow und Pjotr Tretjakow weiterentwickelt. Dieses Konzept ist unter Historikern jedoch umstritten und wird in der westlichen Historiographie weitgehend abgelehnt.
Als Merkmale der ethnischen Zusammengehörigkeit führen die Vertreter dieses Konzeptes die (historisch umstrittene) Benutzung einer gemeinsamen altrussischen Sprache, enge regionale politische und wirtschaftliche Verbindungen, eine gemeinsame geistige und materielle Kultur, eine gemeinsame russisch-orthodoxe Religion, gleiches Recht, Bräuche, Traditionen und Kriegswesen, ein gemeinsamer Kampf gegen äußere Feinde sowie das in den Quellen abgebildete Bewusstsein der Zusammengehörigkeit der Rus an. Auch das ab der Mitte des 12. Jahrhunderts einsetzende Verschwinden der alten Stammesbezeichnungen aus den Quellen zugunsten der Bezeichnung „russische Menschen“ wird als Argument für eine ethnische Einheitlichkeit herangezogen. Eine Differenzierung der Ostslawen würde in den Quellen dieser Zeit nur in Bezug auf die wechselnde politische Landschaft vorgenommen und drücke kein ethnisches Bewusstsein aus. Regionale Unterschiede in der materiellen Kultur seien unzureichend, da sie von ihren Trägern offenbar nicht als Merkmale einer besonderen eigenen Ethnie empfunden würden. Nicht zuletzt verweisen die Vertreter der Konzeption des altrussischen Volkes auf komparative Untersuchungen mit anderen Ländern und Regionen Europas (Deutschland, Frankreich, Skandinavien, Polen), die ein größeres gemeinsames ethnisches Bewusstsein in der Rus in dieser Epoche demonstrieren.
Gegner der Theorie eines einheitlichen Altrussischen Volkes führen an, dass innerhalb der relativ kurzen Zeitspanne von zwei Jahrhunderten vor der mongolischen Invasion keine einheitliche Ethnie auf einem derart großen Gebiet entstanden sein konnte. Weiterhin sei die territoriale Integrität der Kiewer Rus durch die Lockere Föderation verschiedener Fürstentümer relativ. Das Gebiet der Rus sei darüber hinaus ungleichmäßig bevölkert und die Bevölkerung bestand mancherorts teilweise aus baltischen, türkischen und finno-ungarischen Stämmen. Weiterhin ließe sich die Gemeinsamkeit in Sprache, Kult und Kultur nur unter den Herrschern feststellen, nicht aber für die Bevölkerung. Für eine vermeintliche gemeinsame Umgangssprache in der Kiewer Rus gibt es keine Belege. Volodymyr Rachka und Petro Tolochko schlagen vor, deshalb den Begriff „Altrussiche ethnokulturelle Gemeinschaft“ zu benutzen, welche die verschiedenen heterogenen Bevölkerungsgruppen auf der Kiever Rus subsumiert. Neue deutschsprachige Forschung benutzt keinen dieser Begriffe und lehnt das Konzept einer einheitlichen Ethnie in der Kiewer Rus ab.